# Grupo Alegría
Grupo Alegría es una agrupación musical chilena formada en Punitaqui, Chile. De estilo cumbia tropical andina, sus inicios fueron el 25 de marzo de 1995. Es conocido por sus más de 17 álbumes en sus 30 años de carrera artística, ha recorrido Chile, Perú, Bolivia y Argentina.

## Historia
Esta agrupación nace durante marzo de 1995 en la localidad de Punitaqui, al interior de la Región de Coquimbo, a partir de la separación del Grupo Fantasía donde Pascual Ramírez Pereira, su líder y Elías Vergara (Bajista) se alejan para formar el grupo Alegría junto a músicos de la comuna como el tecladista Mauricio Diaz, Wilson Vicencio, Jorge Contreras y más adelante la llegada de Neftalí Pereira (Hermano de Tito Pereira, animador de Fantasía y primo de Paskual). En sus inicios el grupo se presentó como "Genesis" pero el alcance de nombre con el famoso grupo liderado por Phill Collins, los llevó a su nombre definitivo y con el cual lograrían éxito en el país. Su estilo singular lo lleva a grabar para el sello Calipso Record's sus primeras producciones musicales, las que empezaron a sonar con fuerza en las radios del país y que no tardaron en ser parte del gusto popular.

### Consagración junto a una "promesa musical" 1997–2002
Pero algo le faltaba a esta agrupación para poder saltar al estrellato nacional y poder expandir mucho más sus temas, fue cuando en el año 1997 ponen sus ojos en una joven promesa, Américo quien viene de una familia musical reconocida en Chile.

"Fue en una presentación del disco ‘Tropicalmente Américo’ que me descubrió el Grupo ‘Alegría’, y como estaban sin vocalista, me llamaron el año 1997 a integrarlo. Con esta agrupación de la Región de Coquimbo me trasladé a vivir a Santiago y comencé a hacer shows, a salir en televisión, a recorrer el país y a dedicarme más profesionalmente a la música."
Americo

Con esta nueva contratación y luego de muchos eventos en la Región de Coquimbo, viajan a Santiago para profesionalizar e impulsar mucho más su trayectoria con un excelente soporte estudio de grabación y el entusiasmo de miles de admiradores que disfrutaron del talento, el ritmo y la magia de este singular grupo. Fue el momento donde se procedió a la grabación en vivo de los más importantes éxitos tropicales en un CD doble llamado En Vivo en el Monumental, los cuales se convirtieron rápidamente en éxito de ventas, y de esta manera en un fenómeno de popularidad pocas veces logrado en Chile. En aquella ocasión, precisamente en diciembre del 1997, el Grupo Alegría recibió el anhelado Disco de oro, uno de los grandes logros del grupo liderado por Américo junto con llenar el Teatro Monumental 7 veces.
A nivel nacional en las principales Radios se impusieron en forma definitiva temas como: El Teléfono, Super Ladrón, Me Embriago Por Ti (basada en la cumbia peruana compuesta por don Donato Riveros Fernandez Me emborracho por tu amor) Por Ella, Olguita, Ya Te Olvide, entre otros. Esta popularidad les permitió convertirse en los favoritos de los jóvenes que gustan de la música tropical, lo que redundó en actuaciones en los principales centros de eventos del país, Festivales, Conciertos y Bailes desde Arica hasta Punta Arenas, además conciertos en la zona sur de Argentina, como así mismo en todo el sur del Perú en donde gozaron de la popularidad del público. Como es de comprender el éxito logrado por el Grupo Alegría no es casualidad, sino que son el reflejo de una nueva generación de músicos Chilenos que se impusieron con un estilo propio.

### Nuevas Voces, Discos, DVD's y presente (2002-presente)
Nada Más y Bribabai, fueron las últimas producciones donde participó el reconocido cantante, donde destacan los temas: "Siempre Te Amare", "Salta Salta", "Olvidala", "Romualda", "Boquita Perfumada". Luego de estas producciones, Américo decide retirarse del grupo y emprender una carrera como solista que hasta el día de hoy lo tiene reconocido a nivel Internacional y con una carrera sin techo.
En el 2003, se realiza un casting para buscar la nueva voz del Grupo Alegría. El elegido fue David Alfaro, cantante calameño con una década de experiencia. Con esta nueva voz y con el ingreso de Mario Ok (Mario Yáñez) en percusión y Mario Cool (Mario González Pedemonte) en Batería, en lugar de Jorge Contreras que sería corista. También se destaca el ingreso de Hernán Herrada en el bajo en reemplazo de Maikel Zenteno, Mauro Valenty en reemplazo de Oscar Godoy en guitarra, Braulio Villablanca en reemplazo de Walter Añasco en los teclados y Juan Espinoza en reemplazo de Wilson Vicencio en las tumbadoras. Con esta formación lanzan el disco "Eternamente Tuyo" y además graban su primer DVD llamado "La Historia de los Grandes" en la ciudad chilena de Curicó. 
En el año 2005, el grupo Alegría nuevamente sufriría cambios, con el ingreso del nuevo vocalista Elvis Pérez. Además, el regreso de Jorge Contreras a su instrumento original. También el regreso de Oscar Godoy. Así lanzan "Una Década en tu Corazón", donde destacan temas como "Siqui-Siqui", "Como Te Quiero", "Así Comenzó", entre otros. Además grabarían su segundo DVD. En el 2008 lanzan "Un Gigante en Tu Corazón", donde destacó el tema "Dime". Luego Elvis Pérez dejaría el grupo para radicarse en Suecia. En su reemplazo ingresa Eduardo Iñon. En el año 2009 el animador Neftalí Pereira abandona temporalmente el grupo por motivos de salud, en su reemplazo ingresa Daniel Constanzo. También Iñón deja la agrupación temporalmente, primero lo reemplazaría Álvaro Hernández y posteriormente Miguel Ángel Roa. También ingresan Andrés Meneses y Camilo Díaz en percusiones, Carlos Rivas en teclados y retorna Pablo Véliz en guitarra. Con esta formación el 2010 lanzan "Sin Límites", con un estilo totalmente diferente, considerado por el público cómo disco Experimental. En el 2011, Eduardo Iñón retornaría como vocalista, además ingresa Patricio Gutiérrez en teclados
Hacia finales de 2012, lanzan "Simplemente un Clásico", con nuevas versiones de sus canciones más antiguas, además de canciones nuevas. Este álbum contó con la participación especial de hasta el entonces retirado animador Neftalí Pereira. Que a mediados de 2014 oficializaría su retorno a la agrupación. El 2015, Eduardo Iñón nuevamente abandona y en su reemplazo ingresa Guillermo "Memo" Jaime, conocido artísticamente como "MJ", que venía del Grupo Fantasía de Punitaqui, Pero el 2016 abandona e ingresa el exvocalista de La Noche Gino Valerio.
A mediados del 2017 se anuncia el ingreso de Gabriel Suárez como nuevo vocalista del Grupo Alegría.

## Discografía
Álbumes De Estudio
- 1995: A Gozar Suavecito
- 1995: Alegría II
- 1997: La Fiesta
- 1997: El Nuevo Tropical
- 1999: Somos Parte De Tu Vida
- 2000: Tu Corazón Nos Pertenece
- 2000: Nada Más
- 2001: Bribabai
- 2003: Eternamente Tuyo
- 2005: Una Década En Tu Corazón
- 2007: Una Década En Tu Corazón (Edición de 15 pistas)
- 2008: Un Gigante En Tu Corazón
- 2010: Sin Límites
- 2012: Simplemente Un Clásico

Álbumes En Vivo
- 1996: En Vivo (Grabado en Pan de Azúcar, Coquimbo)
- 1998: En Vivo en el Monumental, Vol. 1 (Entrega del disco de oro)
- 1998: En Vivo en el Monumental, Vol. 2 (Entrega del disco de oro)
- 1999: En Concierto (Grabado en el Teatro Monumental, Entrega del disco de platino)
- 2003: La Historia de Los Grandes (Grabado en Curicó.)

DVD
- 2003: La Historia de Los Grandes (Grabado en Curicó.)
- 2006: Una Década En Tu Corazón (Grabado en Pan de Azúcar, Coquimbo)

Recopilatorios
- 1996: Los Fabulosos (Compartido con Amerika´n Sound")
- 1999: Ultramix"
- 2002: Platinium Collection
- 2003: La Historia de Los Grandes, Vol. 1
- 2003: La Historia de Los Grandes, Vol. 2
- 2012: 21 Hits, Éxitos Originales

## Reconocimientos
- 1998, Doble Disco de Oro y Disco de Platino por el disco En Vivo en el Monumental.